# 嘉祥县第一中学
嘉祥县第一中学，是一所位于山东省嘉祥县的公立学校，又名山东嘉祥一中（英语：NO.1 High School Jiaxiang Shandong），简称嘉祥一中，旧称平原省嘉祥县高中。有萌山校区和洪山校区两个校区，萌山校区在嘉祥县文化路一号，洪山校区在嘉祥县萌山路与吉祥路交叉处。

## 大事记
1951年，始建于曾子书院，初名平原省嘉祥县高中。
2011年，建立新校区，同年与原嘉祥二中、嘉祥三中合并。

## 知名校友
- 王黎伟，小说作家

- 贾晶，2015年山东省高考理科第一名

## 姊妹学校
- 丹博瑞高中（英语：Danbury High School）（美国康乃狄克州）[2]

## 外部連結
- 嘉政任【2020】11号嘉祥县人民政府关于聘任李建等工作人员职务的通知